# Anatrachyntis simplex
Anatrachyntis simplex ist ein Schmetterling (Nachtfalter) aus der Familie der Prachtfalter (Cosmopterigidae).

## Merkmale
Die Falter erreichen eine Flügelspannweite von 10 Millimeter. Der Kopf ist cremeweiß und dorsal stark rötlich braun durchmischt. Das Nackenbüschel ist cremeweiß und seitlich rötlich braun gesäumt. Die Labialpalpen sind außen rötlich braun, die Innenseite ist weiß. Das erste Segment ist sehr kurz. Das zweite Segment ist 1/5 kürzer als das dritte Segment. Es hat einen weißen apikalen Ring und innen einen ockerfarbenen subapikalen Fleck. Das dritte Segment ist weiß, hat in der Mitte innen einen schwärzlichen Fleck und einen schwärzlichen subapikalen Ring. Die Fühler sind dunkelbraun und weiß geringelt. Im apikalen Teil befinden sich drei dunkelbraune Abschnitte, die jeweils aus fünf Segmenten bestehen. Das Fühlerbasisglied (Scapus) ist dorsal ockerfarben und hat einen dunkelgrauen subapikalen Ring. Ventral ist es weiß. Der Thorax ist weiß und hat einen breiten weißen Mittelstrich. Die Tegulae sind rötlich braun und innen mit einem dunkelbraun durchmischten weißen Saum versehen.
Die Vorderflügel haben eine rötlich braune Grundfärbung, die an der Flügelspitze in einem schmalen Strich am Flügelaußenrand endet. Bei 1/4 der Vorderflügellänge befindet sich eine weiße Binde, die zur Flügelbasis gekrümmt ist und an der Costalader schmaler wird. Ein weißer Fleck befindet sich in der Mitte am Flügelinnenrand, an den außen ein dunkelbrauner Fleck grenzt. Zur Zeichnung der Vorderflügel gehören mehrere schmale längliche weiße Striche, die mehr oder weniger dunkelbraun durchmischt sind: einer befindet sich am Flügelinnenrand und reicht von der Basis bis zur Querbinde, ein weiterer verläuft entlang der Analfalte und endet in den Fransenschuppen, ein weiterer beginnt an der Querbinde oberhalb der Analfalte und teilt sich in der Diskalzelle, ein subcostaler Fleck beginnt gegenüber dem Dorsalfleck und endet in den Fransenschuppen an der Costalader, der letzte Strich verläuft an der Costalader von 1/3 der Vorderflügellänge in Richtung Apex. Am Innenwinkel befindet sich ein dunkelbrauner Fleck. An den schmalen rötlich braunen Strich am Apex grenzt zu beiden Seiten ein schwärzlicher Fleck. Die Fransenschuppen am Innenwinkel haben einen kurzen schwarzen Strich. Die Fransenschuppen sind an der Costalader und am Innenwinkel gelblich bis ockerfarben, an der Flügelspitze rötlich braun und am Flügelinnenrand mehr grau. Die Hinterflügel sind grau und haben ockergraue Fransenschuppen. Das Abdomen ist dunkelgrau und hat ein cremeweißes Afterbüschel.
Bei den Männchen ist das 7. Sternit quadratisch und vorn tief V-förmig ausgebuchtet. Das rechte Brachium ist lang, stark gekrümmt und hat einen vergrößerten Apex. Das linke Brachium ist gerade und ein Drittel so lang wie das rechte. Die Valven sind spatelförmig und stark bewimpert. An der Basis befindet sich ein großer Lobus. Die linke Valvella ist kurz und gekrümmt, die rechte Valvella fehlt. Der Aedeagus ist sehr lang und zylindrisch, an der Basis ist er geweitet. Die Genitalarmatur der Männchen unterscheidet sich von den anderen Arten der Gattung durch die Form des rechten Brachiums und der Valven.
Bei den Weibchen ist das hintere Ende des 7. Sternits konvex. Das Sterigma ist löffelförmig. Der Ductus bursae weitet sich in Richtung des Ostiums und ist etwas länger als das Corpus bursae.

## Verbreitung
Anatrachyntis simplex ist in Spanien, Portugal, Zypern, Marokko, Ägypten und Großbritannien verbreitet, als auch in Afrika (Kongo, Gambia, Malawi, Nigeria), auf den Inseln des Indischen Ozean (Mauritius, Madagaskar, Seychellen, Réunion) und im Atlantik (Kapverden und Sao Tomé), sowie in Asien (Indien und Malaysien). verbreitet.

## Biologie
Die Raupen entwickeln sich an beschädigten Samen, Pflanzenfasern und allgemein an pflanzlichen Rückständen von Baumwollkapseln, die bereits von anderen wirbellosen Tieren befallen wurden. In Afrika wurden Raupen auch an Ölpalmen (Elaeis guineensis), Typha domingensis, Zea mays, Ceiba pentandra und an Eriodendron anfractuosum gefunden. In Europa wurden die Falter im August und im Oktober gesammelt. In den Tropen gibt es mehrere Generationen.
Die Larvae kommen in großen Mengen vor und haben eine leuchtend rötliche Färbung.

## Systematik
Batrachedra coriacella wurde 1901 von Snellen beschrieben und später als jüngeres Synonym von Anatrachyntis simplex behandelt. Eine sorgfältige Untersuchung des im Nationalen Naturgeschichtlichen Museum in Leiden aufbewahrten weiblichen Lectotyps ergab deutliche Unterschiede in der Genitalstruktur, sodass der Artstatus von Sinev 2002 wiederhergestellt wurde (siehe Anatrachyntis coriacella).
Aus der Literatur sind folgende Synonyme bekannt:
- Pyroderces simplex Walsingham, 1891a
- Stagmatophora gossypiella Walsingham, 1906
- Anatrachyntis hemizopha Meyrick, 1916
- Pyroderces repandatella Legrand, 1966
- Amneris flexiloquella Riedl, 1993

## Belege
1. 1 2 3 4 5 6 7 8  J. C. Koster, S. Yu. Sinev: Momphidae, Batrachedridae, Stathmopodidae, Agonoxenidae, Cosmopterigidae, Chrysopeleiidae. In: P. Huemer, O. Karsholt, L. Lyneborg (Hrsg.): Microlepidoptera of Europe. 1. Auflage. Band 5. Apollo Books, Stenstrup 2003, ISBN 87-88757-66-8, S. 132 (englisch).
2. 1 2  Anatrachyntis simplex bei Fauna Europaea. Archiviert vom Original im Internet Archive. Abgerufen am 26. Januar 2012
3. ↑  afromoths.net
4. ↑  afromoths.net